# Allophroides rufobasalis
Allophroides rufobasalis är en stekelart som beskrevs av Horstmann och Kolarov 1988. Allophroides rufobasalis ingår i släktet Allophroides och familjen brokparasitsteklar. Inga underarter finns listade i Catalogue of Life.